# 米伦 (巴特埃姆斯-拿骚联合市镇)
米伦是德国莱茵兰-普法尔茨州的一个市镇。总面积2.05平方公里，总人口401人，其中男性208人，女性193人（2011年12月31日），人口密度196人/平方公里。